# 피냐 (로마)

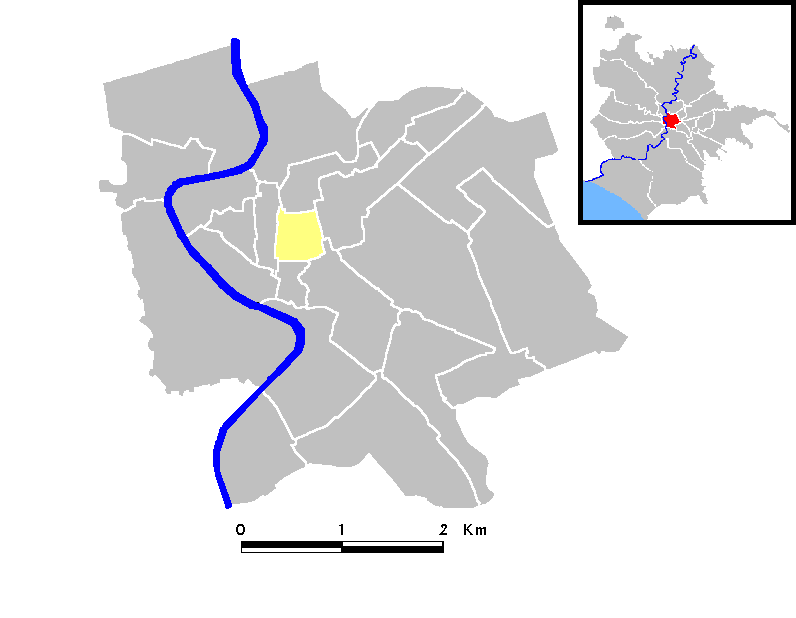
피냐의 위치

피냐(이탈리아어: Pigna)는 이탈리아 로마의 리오네다. R. IX라고 표기되며, 로마 1구에 속한다.